# Indiana Jones et le Royaume du crâne de cristal
Série Indiana Jones
La Dernière Croisade
(1989) Le Cadran de la destinée
(2023)
Pour plus de détails, voir Fiche technique et Distribution.
Indiana Jones et le Royaume du crâne de cristal (Indiana Jones and the Kingdom of the Crystal Skull) est un film d'action et d'aventures américain réalisé par Steven Spielberg, sorti en 2008.
Il s'agit du quatrième volet de la série des Indiana Jones mettant en vedette l'acteur Harrison Ford.

## Synopsis
Nevada, 1957. En pleine guerre froide, le professeur Henry « Indiana » Jones et son collègue « Mac » sont capturés par des militaires soviétiques dirigés par la colonel-professeur Irina Spalko puis transportés de force dans la Zone 51, laquelle contient un hangar où sont entreposés des milliers de caisses. Sous la menace, Indiana aide Spalko à s'emparer de l'une d'elles, qui a la particularité d'être magnétisée. En l'ouvrant, les Soviétiques découvrent le corps d'un être difforme. Trahi par Mac qui rejoint l'ennemi, Jones parvient à s'échapper et s'enfuit dans le désert, poursuivi par les sbires de Spalko. Il se réfugie dans une ville artificielle, construite pour un test programmé d'une explosion de bombe H. Avant que la bombe n'explose, l'aventurier parvient de justesse à se protéger du souffle en se réfugiant dans un réfrigérateur.
Une fois tiré d'affaire, Jones doit faire face à des agents du FBI le suspectant de se livrer à des activités illégales et de trahison envers les États-Unis. Il est également licencié de son poste de professeur au Marshall College à Bedford (Connecticut). Fuyant l'Amérique pour enseigner à Leipzig, Jones fait la connaissance à la gare de New York d'un jeune motard, Mutt Williams, qui lui fait part de la disparition du professeur Oxley, enlevé par des agents soviétiques en Amérique du Sud alors qu'il recherchait un crâne de cristal, une relique légendaire. Mutt donne à Indiana une lettre de sa mère, qui a également été enlevée avec Oxley. Indiana Jones résout une partie de l'énigme et découvre qu'elle se réfère aux géoglyphes de Nazca.
Indy et Mutt embarquent pour le Pérou, suivis par les agents soviétiques. L'aventurier et le jeune homme découvrent que le professeur Oxley a été interné dans un hôpital psychiatrique après avoir souffert d'une dépression nerveuse. Dans sa cellule, ils trouvent des indices qui les mènent dans un très ancien cimetière. Ils découvrent le fameux crâne de cristal dans la tombe de Francisco de Orellana, un conquistador disparu au XVIe siècle. Mais ils sont capturés et amenés dans la jungle par les Soviétiques. Au camp, ils retrouvent le professeur Oxley et la mère de Mutt, qui n'est autre que le vieil amour de Jones, Marion Ravenwood. Cette dernière lui révèle que Mutt est son fils.
Spalko est certaine que le crâne appartient à un extraterrestre détenant un grand pouvoir psychique. En ramenant la relique à la cité d'Akator, les Soviétiques pourraient en échange recevoir un pouvoir immense qui leur permettrait de prendre l'avantage dans la guerre froide. Après une course-poursuite en véhicule dans la jungle, Indiana, Oxley, Marion et Mutt parviennent au temple et pénètrent dans la chambre contenant 13 squelettes en cristal. Spalko les retrouve, s'empare du crâne des mains d'Oxley et le replace sur l'un des squelettes, endommagé. Le temple commence alors à se fracturer, libérant un gigantesque vaisseau. Les squelettes de cristal s'assemblent pour former une seule et même créature physique. Spalko finit par se désintégrer après avoir tenté d'assimiler les connaissances de l'Univers. Le temple d'Akator s'écroule tandis que le vaisseau s'élève dans les débris et disparaît dans « l'espace entre les espaces », selon Oxley.
Marion et Indiana se marient à leur retour aux États-Unis. À la conclusion de la cérémonie, un vent s'engouffre à travers les portes de l'église et le chapeau d'Indy roule jusqu'aux pieds de Mutt. Ce dernier le ramasse mais son père le récupère aussitôt, au moment où Mutt allait le coiffer : ses aventures légendaires ne sont pas encore terminées.

## Fiche technique
Sauf indication contraire, les informations mentionnées dans cette section peuvent être confirmées par les bases de données cinématographiques IMDb et Allociné,  présentes dans la section « Liens externes ».

Logo original du film.

- Titre original : Indiana Jones and the Kingdom of the Crystal Skull
- Titre français et québécois : Indiana Jones et le Royaume du crâne de cristal
- Réalisation : Steven Spielberg
- Scénario : David Koepp, d'après une histoire de George Lucas et Jeff Nathanson, d'après les personnages créés par George Lucas et Philip Kaufman
- Musique : John Williams
- Direction artistique : Luke Freeborn, Lawrence A. Hubbs, Mark W. Mansbridge, Lauren E. Polizzi, Troy Sizemore et Mario Ventenilla
- Décors : Guy Hendrix Dyas
- Costumes : Mary Zophres
- Photographie : Janusz Kamiński
- Son : Ben Burtt, Tom Lalley, Andy Nelson
- Montage : Michael Kahn
- Production : Frank Marshall, Flávio Ramos Tambellini (unité aérienne, Brésil)
  - Production déléguée : Kathleen Kennedy et George Lucas
  - Production associée : Kristie Macosko Krieger
  - Coproduction : Denis L. Stewart
- Sociétés de production : Lucasfilm Ltd., The Kennedy/Marshall Company et Paramount Pictures
- Sociétés de distribution : Paramount Pictures (États-Unis) ; Paramount (France) ; Universal Pictures International (Suisse romande)
- Budget : 185 millions de $[1],[2]
- Pays de production :  États-Unis
- Langues originales : anglais, allemand, russe
- Format : couleur (DeLuxe / Technicolor) — 35 mm / D-Cinema — 2,39:1 (CinemaScope / Panavision) — son Dolby Digital / DTS / SDDS / Dolby Atmos
- Genre : Aventure, action et science-fiction
- Durée : 122 minutes
- Dates de sortie[3] :
  - France : 18 mai 2008 (première mondiale au Festival de Cannes)[4] ; 21 mai 2008 (sortie nationale)
  - États-Unis et Québec : 22 mai 2008[5]
  - Belgique, Suisse romande : 21 mai 2008[6],[7]
- Classification :
  - États-Unis : accord parental recommandé, film déconseillé aux moins de 13 ans (PG-13 - Parents Strongly Cautioned)[Note 2]
  - France : tous publics (conseillé à partir de 10 ans)[8],[9]
  - Belgique : tous publics (Alle Leeftijden)[6]
  - Suisse romande : interdit aux moins de 10 ans[10]
  - Québec : tous publics - déconseillé aux jeunes enfants (G - General Rating)[5]

## Distribution
- Harrison Ford (VF : Richard Darbois ; VQ : Alain Zouvi) : Dr Henry Walton « Indiana » Jones Jr
- Shia LaBeouf (VF : Alexis Tomassian ; VQ : Hugolin Chevrette-Landesque) : Henry « Mutt » Williams
- Karen Allen (VF : Frédérique Tirmont ; VQ : Élise Bertrand) : Marion Ravenwood
- Cate Blanchett (VF : Martine Irzenski ; VQ : Nathalie Coupal) : Colonel-Professeur Irina Spalko
- John Hurt (VF : Jean-Pierre Leroux ; VQ : Vincent Davy) : Pr Harold Oxley
- Ray Winstone (VF : Patrick Béthune ; VQ : Guy Nadon) : George « Mac » MacHale
- Jim Broadbent (VF : Bernard Dhéran ; VQ : Hubert Fielden) : Doyen Charles Stanforth
- Igor Jijikine (VF : Lui-même) : Colonel Antonin Dovchenko
- Alan Dale (VF : Marc Cassot) : Général Robert Ross
- Joel Stoffer (en) (VF : Olivier Augrond) : Agent Taylor
- Neil Flynn (VF : Boris Rehlinger) : Agent Paul Smith
- Dimitri Diatchenko (en) : un agent du KGB
- Ilya Volok (en) : un agent du KGB
- Emmanuel Todorov : « Lincoln », un soldat russe
- Pasha D. Lychnikoff : « Roosevelt », un soldat russe
- Andrew Divoff : « Grant », un soldat russe
- Veniamin Manzyuk : « Jefferson », un soldat russe
- V. J. Foster : le pasteur
- Chet Hanks (en) : l'étudiant dans la librairie
- Sasha Spielberg : la fille cognant Mutt au bar
- Nito Larioza : un guerrier du cimetière
- Ernie Reyes : un guerrier du cimetière
- Robert Baker : Jimmy Wycroft, le sergent de la police militaire
- Jon Braver : « Franklin », un soldat russe (non crédité)
- John Dixon : « Hoover », un soldat russe (non crédité)
- Gleb Kaminer : le chauffeur de Spalko (non crédité)

Caméos photographiques :
- Sean Connery : Dr Henry Walton Jones Sr (non crédité)
- Denholm Elliott : Marcus Brody (non crédité)
- Kate Capshaw : Wilhelmina « Willie » Scott (non créditée)

## Production

### Genèse et développement
Il aura fallu deux décennies pour voir Indiana Jones reprendre du service. Absent du grand écran depuis Indiana Jones et la Dernière Croisade en 1989, le quatrième volet de ses aventures a été repoussé maintes et maintes fois depuis son annonce en 1994, en raison des emplois du temps surchargés de Steven Spielberg, George Lucas et Harrison Ford. Le scénario dut être remanié à de nombreuses reprises par Jeb Stuart, Jeffrey Boam, M. Night Shyamalan, Stephen Gaghan, Tom Stoppard, Frank Darabont, Jeff Nathanson et finalement David Koepp[réf. nécessaire].

« J'en étais presque arrivé à la conclusion qu'il était tellement difficile de trouver de quoi motiver tout le monde que j'ai dit : “Nous n'arriverons jamais à faire un autre film !” Mais un jour, je suis allé voir Harrison et Steven et je leur ai annoncé que j'avais une grande idée : Indiana Jones et l'Attaque des Soucoupes Volantes. Alors que les trois premiers films avaient été réalisés dans l'esprit des serials des années 1930, j'ai expliqué que celui-ci serait dans le style des films de science-fiction de série B des années 1950. Nous avions un scénario qui contenait quelques très bonnes scènes, mais comme il fallait encore le retravailler, nous avons engagé un autre scénariste. J'ai trouvé que nous avions un scénario assez bon, mais Harrison a alors déclaré qu'il n'avait pas envie de jouer dans un film de soucoupes volantes[réf. nécessaire]. »

— George Lucas
Le réalisateur Steven Spielberg s'explique : « Notre partenariat [avec George] repose sur un principe : nous devons être d'accord tous les deux. Il y avait déjà eu un script qui lui avait plu, mais que je n'aimais pas et qui, donc, n'a pas été tourné. Heureusement, j'ai eu l'idée de demander à David Koepp, qui avait déjà fait pour moi un travail sensationnel sur Jurassic Park et La Guerre des mondes, de partir sur une nouvelle histoire. Il a su nous mettre d'accord. »[réf. nécessaire]
Alors que certaines rumeurs annonçaient une quête autour de l'Atlantide ou du Jardin d'Éden, la révélation du titre officiel du film, Indiana Jones et le Royaume du Crâne de Cristal le lundi 10 septembre 2007, a définitivement validé l'orientation de ce nouvel opus vers la science-fiction[réf. nécessaire].
Indiana Jones a vieilli, et l'histoire du Royaume du Crâne de Cristal se déroulant durant les années 1950, il convenait de faire évoluer ses ennemis. Les nazis, antagonistes du premier et troisième volet, furent envisagés de nouveau dans le script de Indiana Jones and the City of Gods de Darabont, mais Spielberg expliqua qu'il ne pouvait plus les représenter de façon satirique après avoir tourné La Liste de Schindler,. L'histoire se déroule pendant la Guerre froide, c'est donc l'Armée rouge et les Soviétiques, emmenée par Irina Spalko alias Cate Blanchett, fan de la saga, que le héros affronte. Selon Steven Spielberg, c'est son personnage de méchant préféré parmi tous ceux qui ont croisé la route d'Indiana. Cate Blanchett raconte : « Spalko est une femme d'acier que rien n'affecte, une mécanique de précision que rien n'arrête. Jamais un cheveu de travers, pas la moindre trace de boue sur ses bottes après avoir pataugé des heures durant dans la gadoue. Une arme fatale… » Le choix de cette antagoniste provoqua la réprobation de certains Russes.
Le jeudi 28 décembre 2006, George Lucas a déclaré avoir validé le scénario de ce quatrième opus en compagnie de Steven Spielberg. Le créateur de Star Wars déclare : « Ça va être fantastique, vraiment sympa. Ça va être le meilleur volet de la saga. » Le producteur avait également précisé que le long métrage allait être centré sur « les personnages » et qu'il allait mettre en lumière de « très intéressants mystères »[réf. nécessaire].
Avant que George Lucas et Steven Spielberg ne se décident pour Indiana Jones et le Royaume du Crâne de Cristal (Indiana Jones and the Kingdom of the Crystal Skull), plusieurs titres ont été évoqués et enregistrés auprès de la Motion Pictures Association of America :
- Indiana Jones and the City of Gods (Indiana Jones et la Cité des Dieux)
- Indiana Jones and the Destroyer of Worlds (Indiana Jones et le Destructeur de Mondes)
- Indiana Jones and the Fourth Corner of the Earth (Indiana Jones et le Quatrième Angle de la Terre)
- Indiana Jones and the Lost City of Gold (Indiana Jones et la Cité d'Or Perdue)
- Indiana Jones and the Quest for the Covenant (Indiana Jones et la Quête du Pacte)

### Attribution des rôles

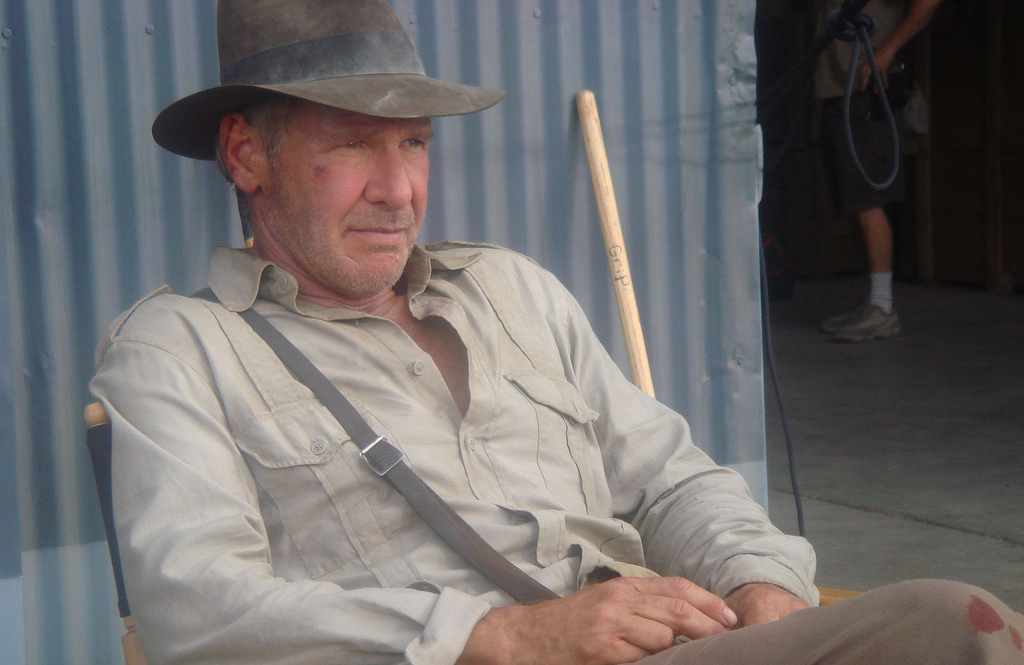
Harrison Ford durant le tournage.

De nombreux noms prestigieux ont été avancés au fil de la longue gestation du projet : Sandra Bullock, Michelle Yeoh, Calista Flockhart ou Virginia Madsen en Jones Girl, Natalie Portman en fille du héros ou encore Kevin Costner en frère du Dr Jones. Steven Spielberg avait également annoncé en 2002 le retour du personnage de Willie Scott d'Indiana Jones et le Temple maudit, campé par son épouse Kate Capshaw.
À propos de Harrison Ford, qui avait un moment hésité à faire ce quatrième volet, le réalisateur déclare :

« Harrison m'a appelé un jour et m'a dit : Pourquoi ne pas faire un autre de ces films ? Le public est demandeur. Il n'a pas lâché prise, il a appelé George, l'a amené à réfléchir à sa proposition. Alors, George m'a appelé pour me demander si je partageais cette envie. C'est à Harrison que revient le mérite d'avoir lancé en premier cette idée et à George celui de m'avoir mis en condition de tourner au moins une de ces histoires. Nous avons inventé Indiana Jones mais il appartient désormais à tout le monde. Nous sommes devenus ses gardiens. Notre travail n'a pas consisté seulement à satisfaire les attentes de ceux qui ont grandi avec lui, mais aussi à révéler Indiana Jones à une nouvelle génération. Ce film est dédié aux fans. Et si les méchants ont changé, la tradition Indiana Jones a été respectée : vous aurez droit aux cartes du monde, au petit avion circulant autour du globe, à tous ces symboles que nous aimons et que nous ne sacrifierions pour rien au monde[réf. nécessaire]. »

Malgré les critiques et moqueries dues à son âge avancé, Harrison Ford s'est soumis à un entraînement (trois heures de gymnastique par jour) et un régime très stricts pour revenir en forme. Ainsi, il a pu réaliser lui-même la plupart de ses cascades, comme au bon vieux temps. Non sans impressionner Steven Spielberg et son équipe[réf. nécessaire].
Karen Allen reprend son rôle de Marion Ravenwood tenu dans le premier volet de la saga. C'est Steven Spielberg qui a annoncé en personne ses retrouvailles avec Indy. La comédienne ignorait pourtant l'objet de l'appel du cinéaste. Et ce dernier de lui lancer : « C'est officiel. On tourne Indy 4 ! Et devine quoi ? Tu es dedans ! »[réf. nécessaire]
Pour succéder à Alison Doody, l'Indy Girl d'Indiana Jones et la Dernière Croisade, le réalisateur a choisi Cate Blanchett. Cette dernière interprète Irina Spalko, chef des armées soviétiques qui fera tout pour ne pas tomber sous le charme du héros. L'actrice déclare : « Je suis une vraie fan des Indiana Jones, j'ai grandi avec eux. J'étais totalement amoureuse de Harrison Ford, et je le suis encore. »[réf. nécessaire]
Longtemps espéré par les fans, Sean Connery a finalement décliné l'invitation de Lucas et de Spielberg pour reprendre son rôle de Henry Jones Sr. dans cette quatrième aventure.

« On m'a posé la question si souvent que j'ai pensé qu'il serait préférable de faire une déclaration officielle. J'y ai longtemps réfléchi, et si quelque chose avait pu me tirer de ma retraite, c'était bien un film d'Indiana Jones. J'adore travailler avec Steven Spielberg et George Lucas, et il va sans dire que c'est un honneur d'avoir Harrison Ford pour fils. Mais finalement, je trouve quand même que la retraite est quelque chose de vachement plus marrant ! J'ai cependant un petit conseil à donner à Junior : demande que les créatures soient numérisées, que les falaises soient petites, et pour l'amour de Dieu, garde ce fouet sur toi à tout moment au cas où tu aurais besoin de t'échapper des griffes du coordinateur de cascades ! C'est un casting remarquable, et je ne peux que souhaiter bonne chance à tout le monde ! Je vous retrouve le 22 mai 2008 au cinéma ! »

[réf. nécessaire]
Dans ce quatrième film, Indiana Jones devait, au départ, avoir une fille jouée par Natalie Portman. Elle fut remplacée par un fils, interprété par le jeune Shia LaBeouf que Steven Spielberg avait repéré dans Transformers qu'il avait produit. Très emballé à l'idée de rejoindre la distribution du film, le jeune homme signa son contrat sans même lire le scénario ! Il s'est soumis à un entraînement drastique au sabre et au couteau à cran d'arrêt, tout en se musclant pour gagner une petite dizaine de kilos. Le nom de son personnage, Mutt Williams, est un hommage au compositeur John Williams.

### Tournage

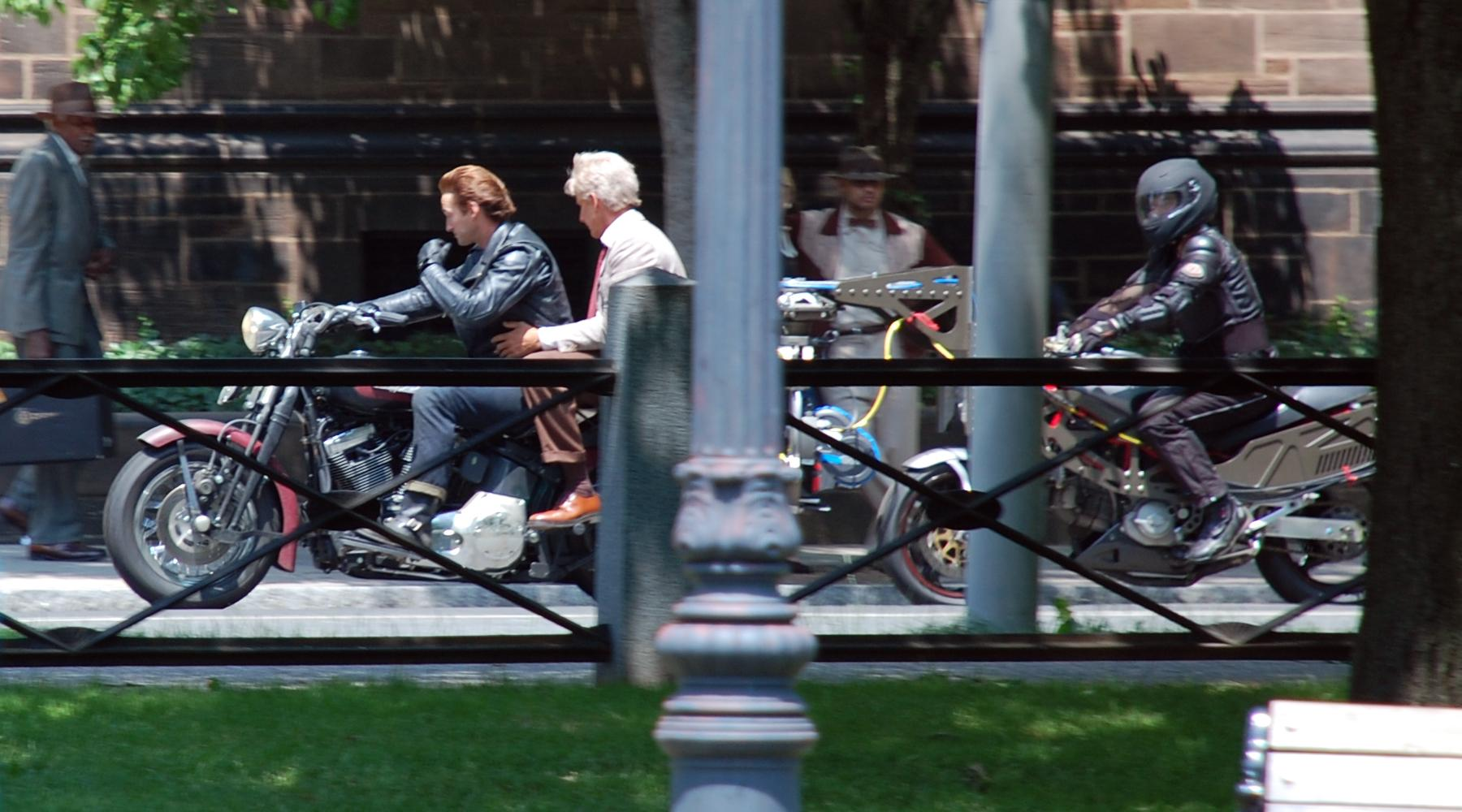
Les doubleurs de Harrison Ford et Shia LaBeouf en plein tournage en 2007 à New Haven, Connecticut.

Le tournage du film a commencé le lundi 18 juin 2007 pour s'achever le 11 octobre 2007. Il est passé par le Nouveau-Mexique, New Haven, le Connecticut, Hawaï, Fresno, la Californie et des studios à Los Angeles.

#### Fuites
Malgré les efforts de Steven Spielberg et de George Lucas, les secrets du tournage d'Indiana Jones 4 n'ont cessé d'être dévoilés sur la toile au fil de la production. Fin septembre 2007, Tyler Nelson, un jeune danseur russe figurant, avait ainsi publié sur son site internet des détails du scénario. Malheureusement pour lui, le jeune imprudent n'avait pas pris la peine de cacher son identité, malgré la clause de confidentialité l'obligeant au silence… Lucasfilm l'assignera en justice tandis que Steven Spielberg fera part de son intention de supprimer toutes les scènes où le jeune acteur apparaît à l'écran… Autre fuite, une semaine plus tard, avec le vol d'ordinateurs et de photos de tournage dans les bureaux d'Universal Pictures. Le responsable, Roderick Eric Davis, sera arrêté et condamné à 28 mois de prison alors qu'il tentait de vendre son butin pour la modique somme de 2 000 dollars ! Autre fuite, officielle cette fois : la révélation des titres qui composent la BOF signée John Williams, et qui dévoilent dans les grandes lignes aux fans le découpage du film et ses principales séquences.

## Accueil

### Première au Festival de Cannes
Si le film est sorti le 22 mai 2008 dans le monde entier (le 21 mai en France), le long métrage a eu droit à une Première dans le cadre du 61e Festival de Cannes, le dimanche 18 mai. C'était la première fois que Steven Spielberg foulait les marches cannoises depuis La Couleur pourpre, présenté hors-compétition en 1986. Quant à George Lucas, il y était venu en 2005 pour présenter Star Wars, épisode III : La Revanche des Sith. Harrison Ford, pour qui Cannes est un zoo, n'y avait pas mis les pieds depuis 1989 pour un hommage à Mike Nichols et son Working Girl.

### Accueil critique
Aux États-Unis, le film a reçu un accueil critique favorable. Sur l'agrégateur américain Rotten Tomatoes, le film récolte 78 % d'opinions favorables pour 274 critiques. Sur Metacritic, il obtient une note moyenne de 65⁄100 pour 40 critiques.
Mais en France, le film reçoit un accueil plutôt mitigé. Le site Allociné propose une note moyenne de 3⁄5 à partir de l'interprétation de critiques provenant de 22 titres de presse.
Pour une grande majorité des fans de la tétralogie, cet épisode est considéré comme étant le moins réussi. Beaucoup d'éléments incorporés au film ont été jugés inadaptés à l'esprit de la série, les principales critiques étant le recours massif aux effets spéciaux numériques, un scénario incohérent, des gags peu subtils et des acteurs interprétant leurs personnages sans passion.
Les créateurs de South Park n'ont pas tardé à afficher leur mécontentement à l'égard de ce nouvel opus, avec l'épisode Le Ploblème chinois (The China Probrem) de la saison 12. En effet, les habitants de South Park sont traumatisés pendant le film, considérant celui-ci comme un viol cinématographique. Stan, Kyle, un officier de police et un avocat imaginent Indiana Jones se faisant physiquement violer par Lucas et Spielberg. En 2009, ce film a été « récompensé » par les Razzie Awards de la pire suite, pré-suite, remake ou plagiat de l'année 2008.

### Box-office
| Pays ou région    | Box-office        | Date d'arrêt du box-office | Nombre de semaines |
| ----------------- | ----------------- | -------------------------- | ------------------ |
| États-Unis Canada | 317 101 119 $     | 16 octobre 2008            | 21                 |
| France            | 4 199 771 entrées | -                          | 15                 |
| Total mondial     | 790 653 942 $     | -                          | -                  |

## Distinctions
Entre 2008 et 2009, le film Indiana Jones et le Royaume du crâne de cristal a été sélectionné 52 fois dans diverses catégories et a remporté 9 récompenses,.

### Récompenses

#### 2008
- Alliance of Women Film Journalists : Prix EDA mentions spéciales de la suite qui n'aurait pas dû être créée.
- Golden Schmoes Awards : Pire film de l'année.
- GoldSpirit Awards : Meilleure édition d'une bande originale existante pour John Williams.
- International Film Music Critics Association Awards : Meilleure musique originale pour un film d'action / aventure pour John Williams.
- National Movie Awards : Meilleur film d'action / aventures.
- Teen Choice Awards : Meilleur acteur dans un film d'action / aventure pour Shia LaBeouf.

#### 2009
- Academy of Science Fiction, Fantasy & Horror Films - Saturn Awards : Saturn Award des meilleurs costumes pour Mary Zophres.
- BMI Film and TV Awards : Meilleure musique de film pour John Williams.
- Razzie Awards : Pire suite, prequel, remake ou plagiat.

### Nominations

#### 2008
- Golden Schmoes Awards : La plus grande déception de l'année
- Golden Trailer Awards : Meilleur blockbuster de l'été 2008.
- GoldSpirit Awards :
  - Meilleur thème pour un film d'horreur pour John Williams ("Fourmis!"),
  - Meilleur thème pour un film d'horreur pour John Williams ("Le berceau d'Orellana"),
  - Meilleur thème pour un film d'action pour John Williams ("La chasse dans la jungle"),
  - Meilleure bande son pour John Williams,
  - Meilleure bande originale d'action / aventure pour John Williams.
- International Film Music Critics Association Awards : Bande originale de l'année pour John Williams.
- MTV Movie & TV Awards : Meilleur film de l'été jusqu'à présent.
- National Movie Awards :
  - Meilleur acteur pour Harrison Ford,
  - Meilleure actrice pour Cate Blanchett.
- Rondo Hatton Classic Horror Awards : Meilleur film pour George Lucas et Steven Spielberg.
- Scream Awards :
  - Meilleur film de science-fiction,
  - Meilleur acteur de science-fiction pour Harrison Ford,
  - Meilleur acteur dans un second rôle pour Shia LaBeouf,
  - Meilleure suite.
- Teen Choice Awards :
  - Meilleur film d'action / aventure,
  - Meilleur acteur dans un film d'action / aventure pour Harrison Ford et Shia LaBeouf,
  - Meilleure méchante pour Cate Blanchett.

#### 2009
- AARP Movies for Grownups Awards : Meilleure histoire d'amour d'adulte pour Karen Allen et Harrison Ford.
- Academy of Science Fiction, Fantasy & Horror Films - Saturn Awards :
  - Meilleur film de science-fiction,
  - Meilleur acteur pour Harrison Ford,
  - Meilleur acteur dans un second rôle pour Shia LaBeouf,
  - Meilleure réalisation pour Steven Spielberg,
  - Meilleurs effets visuels pour Pablo Helman et Daniel Sudick.
- Art Directors Guild : Meilleurs décors dans un film fantastique.
- British Academy Film Awards : Meilleurs effets visuels pour Pablo Helman, Marshall Richard Krasser et Steve Rawlins.
- Brutus du cinéma : Meilleur film étranger.
- Critics' Choice Movie Awards : Meilleur film d'action.
- Grammy Awards : Meilleur album de bande-son pour le cinéma, la télévision ou d'autres médias visuels pour John Williams.
- Motion Picture Sound Editors : Meilleur montage son - Effets sonores et bruitages dans un long métrage pour Ben Burtt, Pascal Garneau, Luke Dunn Gielmuda, Ellen Heuer, Richard Hymns, Kyrsten Mate, Shannon Mills, Tim Nielsen, Christopher Scarabosio, Addison Teague, Dennie Thorpe et Jana Vance.
- Online Film and Television Association : Meilleurs effets visuels pour Pablo Helman, Marshall Richard Krasser, Steve Rawlins et Daniel Sudick.
- People's Choice Awards :
  - Film préféré,
  - Film d'action préféré,
  - Alchimie à l'écran préférée pour Harrison Ford et Shia LaBeouf.
- Russian National Movie Awards : Meilleure actrice étrangère pour Cate Blanchett.
- Screen Actors Guild Awards : Meilleure équipe de cascadeurs.
- Visual Effects Society Awards :
  - Meilleur effet visuel de l'année pour Craig Hammack, Pablo Helman, Stephanie Hornish et Jeff White (pour la séquence de la destruction de la vallée),
  - Meilleur matte painting dans un long métrage pour Richard Bluff, Yanick Dusseault, Yusei Uesugi et Barry Williams,
  - Meilleure modèle et maquette dans un long métrage pour Dave Fogler, Brian Gernand, Craig Hammack et Geoff Heron,
  - Meilleur environnement fictif dans un long métrage pour Dave Fogler, Michael J. Halsted, Steve Walton et David Weitzberg (pour la séquence dans le cœur du temple).

#### 2012
- Festival du Film Jules Verne : Meilleur film d'aventure ou de science-fiction.

### Sélections
- Festival de Cannes 2008 : Longs métrages - hors-compétition pour Steven Spielberg.

## Éditions en vidéo
En France, le film Indiana Jones et le Royaume du crâne de cristal est sorti en DVD édition simple, en DVD édition collector et en Blu-ray le 21 novembre 2008.
Le film est également sorti en VOD le 28 novembre 2017.
À la suite des évolutions techniques afin d'améliorer la qualité d'image et de sons, le film sort dans une édition SteelBook 4K Ultra HD + Blu-ray le 21 septembre 2022, puis ressort en simple 4K Ultra HD le 7 juin 2023.

## Analyse

### Hommage au cinéma des années 1950
Le film, à la différence des trois précédents épisodes de la trilogie, se déroule en pleine Guerre froide. Le climat angoissant propre à cette période est palpable dans la séquence d'introduction. Après avoir fui la troupe de soldats soviétiques, Indiana Jones se retrouve à quelques secondes de la mise à feu d'une bombe atomique. L'ambiance visuelle de cette bourgade américaine idéale soufflée par le feu nucléaire évoque la peur d'une guerre atomique. La scène de destruction est inspirée d'archives filmées lors d'expériences nucléaires américaines en plein désert.
Une fois tiré d'affaire, Indiana Jones doit faire face à deux agents du FBI, le suspectant de se livrer à des activités suspectes. De retour à l'université de Marshall, Indiana Jones n'a d'autre choix que de prendre congé du fait des suspicions d'anti-américanisme qui pèsent sur lui. Son supérieur direct, le doyen Charles Stanforth (successeur du défunt personnage de Marcus Brody), réussit à lui éviter un licenciement, au prix de sa propre démission. La référence au maccarthisme et à la « Chasse aux sorcières » est ici évidente, et n'est pas sans rappeler des films comme La Liste noire.
On retrouve ici les préoccupations d'un Spielberg mûr (celui de La Liste de Schindler, à opposer au Spielberg auteur d'E.T. l'extra-terrestre), qui intègre dans un film de divertissement un regard critique sur l'histoire de son propre pays.
Mutt Wiliams (incarné par Shia LaBeouf) incarne l'archétype du jeune Américain des années 1950 en rébellion contre un modèle de société trop rigide. Mutt apparaît alors comme une exacte réplique visuelle de Marlon Brando dans L'Équipée sauvage, chevauchant une moto et la casquette en biais. La dextérité avec laquelle Mutt joue tantôt du couteau, tantôt du peigne, rappelle également le personnage rebelle incarné par James Dean dans La Fureur de vivre.